# Калюга, Иван Фёдорович
Калюга Иван Фёдорович (30 июня 1931 — 30 августа 2007) — бригадир проходчиков шахты «Краснокаменская». Звание Героя Социалистического Труда (1971).

## Биография
Родился 30 июня 1931 года в Новосибирской области, в селе Покровка Веселовского района. В 1953 году приехал в г. Киселёвск. В 1954 году устроился на шахту № 4-6 (шахта «Краснокаменская»). В 60-е годы Калюга стал бригадиром проходчиков, а затем и руководителем комплексной механизированной бригады по проходке основных выработок. Его бригада ставила рекорды в разные годы, многие из которых не побиты и до сегодняшних дней.

## Награды и звания
В 1971 году И. Ф. Калюге было присвоено звание Героя Социалистического Труда. Он награждён орденом Ленина и медалью «Серп и молот», орденом Трудового Красного Знамени, орденом «Знак Почёта», медалью «За доблестный труд», «В ознаменование столетия со дня рождения В. И. Ленина», медалью «70 лет Вооружённых сил СССР», медалью «Ветеран труда», знаком «Шахтёрская Слава» трёх степеней, медалями «За особый вклад в развитие Кузбасса» трёх степеней. Заслуженный шахтёр РСФСР, лауреат премии Кузбасса, Почётный гражданин города Киселёвска. Иван Фёдорович многократно избирался депутатом Кемеровского областного Совета депутатов трудящихся (народных депутатов). В 2006 году ему присвоено звание «Почётный гражданин Кемеровской области».
Скончался 30 августа 2007 года.